# Combate histórico medieval

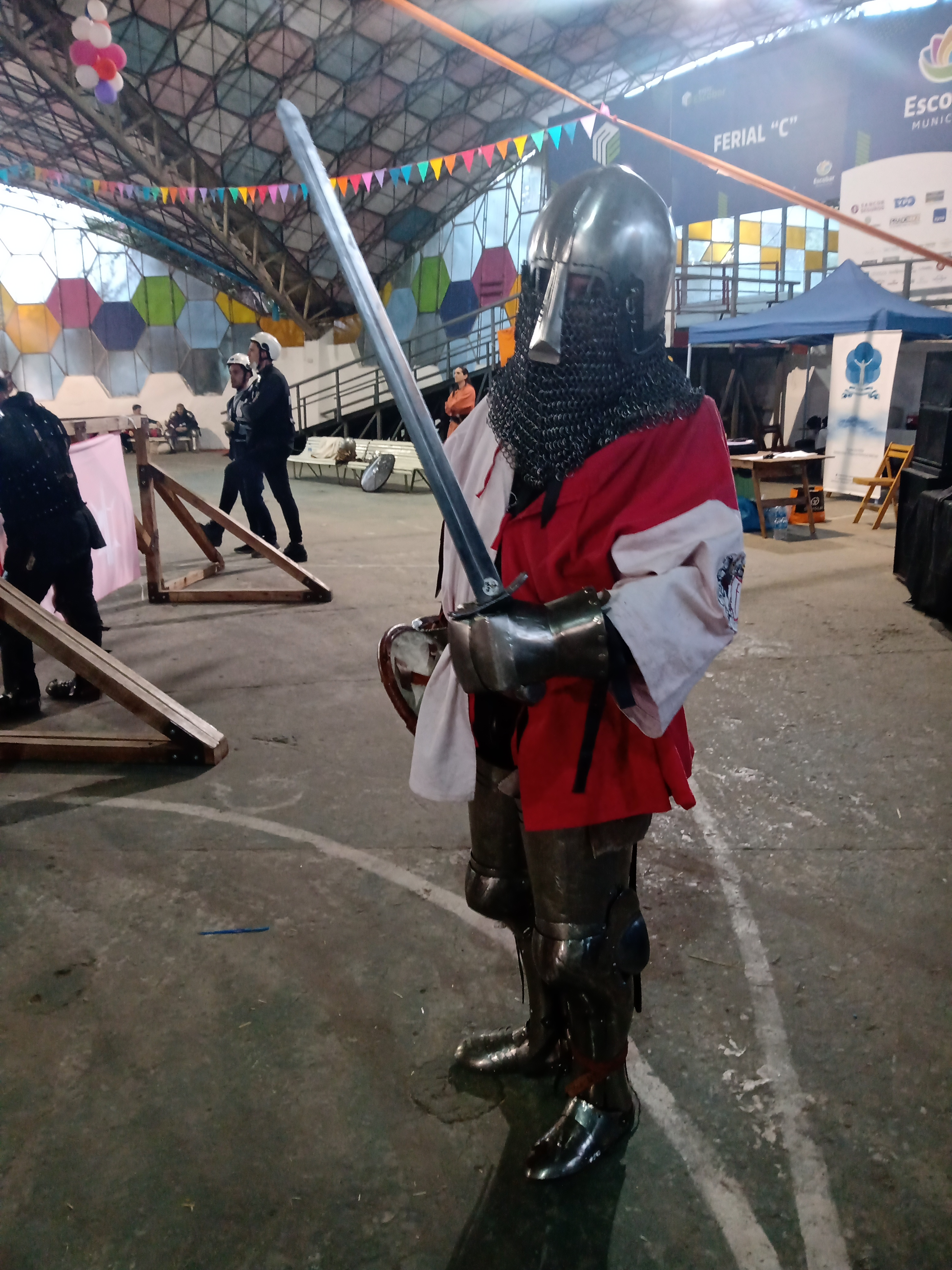
Combatiente con yelmo de tipo nasal, espada de una mano y rodela.

El combate histórico medieval (HMB, por su sigla en inglés) o Buhurt  (del Francés antiguo béhourd: "golpe") es un deporte de contacto pleno, donde los participantes utilizan armas y armaduras características de la Edad Media y el Renacimiento. La armadura y las armas tienen que seguir controles de seguridad y autenticidad histórica, que son publicados y actualizados en la página oficial de la Asociación Mundial de Combate Histórico Medieval.
Los luchadores están protegidos por una armadura de hierro, acero o titanio fabricada con técnicas modernas, con el requisito de tener una base histórica y corresponder a un período acotado de tiempo y lugar. Salvo excepciones dictaminadas por el reglamento para evitar heridas y daño, se puede golpear en cualquier parte del cuerpo, y se permiten técnicas de wrestling.
A diferencia de las batallas escenificadas por grupos de recreación histórica de la Edad Media y otros períodos o acontecimientos, el buhurt se desarrolla como un deporte de contacto pleno en eventos que son arbitrados por los árbitros denominados "marshall", dirigidos por el Knight marshall, quienes tienen un entrenamiento especial y suelen tener experiencia en el combate.

## Historia
Las primeras batallas medievales históricas, a gran escala, que incluyeron el uso de armas de acero, datan de mediados de la década de 1990 y principios del siglo XXI, y fueron realizadas en Rusia, Bielorrusia y Ucrania. Por ejemplo, el festival "Zhelezny Grad" (Ciudad de Hierro) que fue llevado a cabo en Izborsk, o el torneo "Sword of Russia" de 1996. Mientras tanto, en el resto de los países de Europa oriental, los recreacionistas utilizaban armas de madera o plásticos laminados reforzados con tela. 
El primer Campeonato europeo tuvo lugar en Ucrania en 2005, con las categorías de "Espada y Escudo", y "Espada a dos manos".
La expansión del bohurt como deporte empezó tras el primer torneo "Battle of the Nations" en la fortaleza de Jotín, en Ucrania. Allí compitieron participantes de Ucrania, Polonia, Bielorrusia y Rusia bajo un reglamento unificado y controles oficiales. Este acontecimiento atrajo participantes del resto de Europa y del exterior, y llamó la atención de la comunidad de recreacionistas de todo el mundo.
En España actualmente el organismo que regula y gestiona el deporte a nivel nacional es la AECM (Asociación Española de Combate Medieval). Esta entidad a su vez está federada con Buhurt International e IMCF.
En Argentina, el combate medieval data de 2013-2015, cuando aparecieron los primeros clubes, y vio su explosión unos cinco años después. Actualmente, hay alrededor de 20 clubes de combate medieval dispersos en el país, concentrados mayormente en el área metropolitana de Buenos Aires (AMBA).
El campeonato "Battle of the Nations" se desarrolló todos los años desde 2010 hasta 2019, cuando se decidió realizarlo cada dos años.

## Categorías competitivas
En este deporte hay varias categorías, que pueden separarse en grupales e individuales. Algunas reglas varían de acuerdo a la federación (HMBIA o IMCF) en la que se circunscriba el torneo, pero en general podemos encontrar estos tipos de competencias:

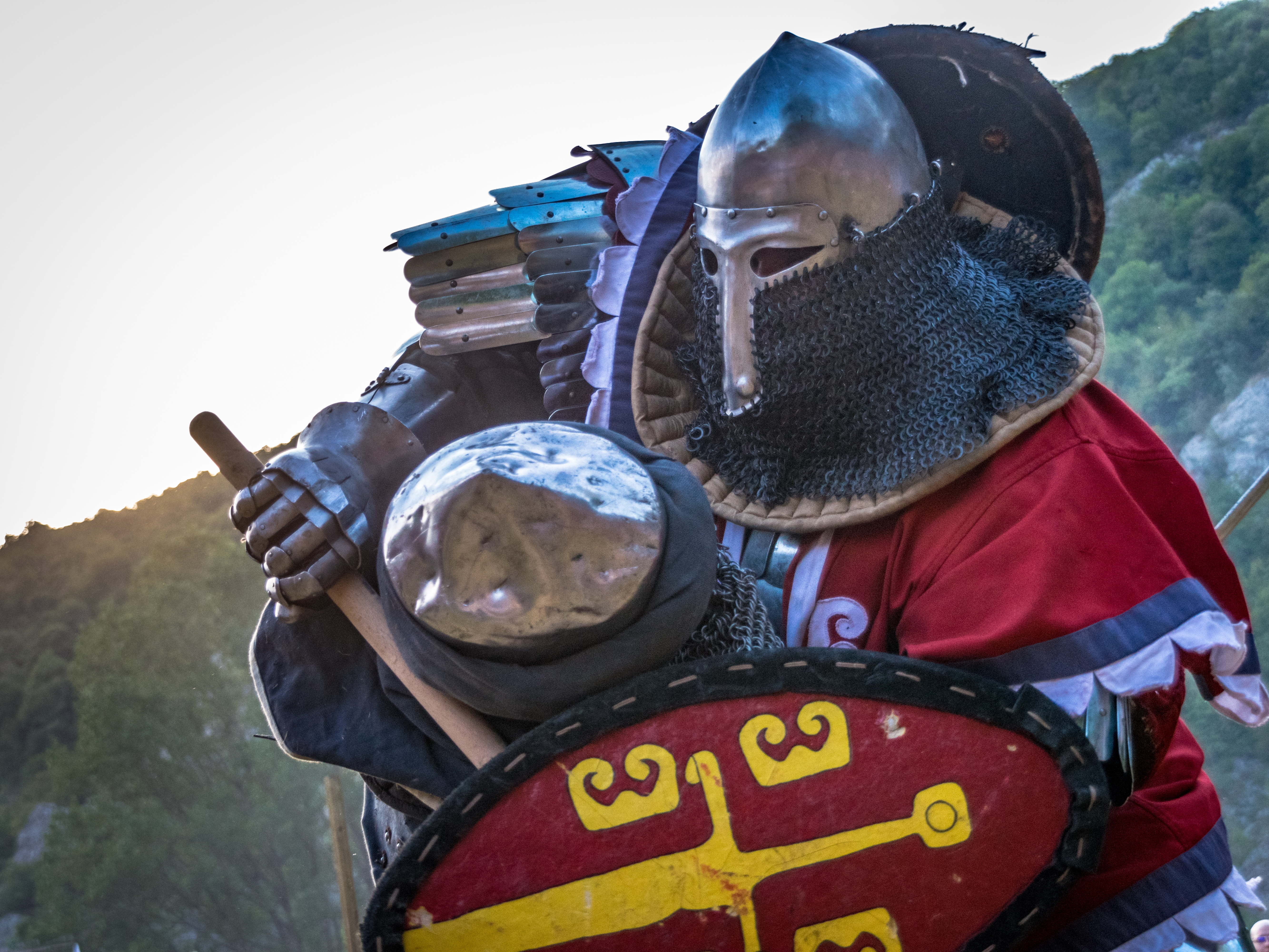
Combatientes en clinge, tratando de derribar al oponente.

### Categorías Individuales
En esta categoría pelean 1 vs 1. Se dividen de acuerdo a si se realizan en Torneos, o si se realizan como "lucha profesional" (vulgarmente conocido como profight).

#### Torneos
En las categorías de duelos los combates se dan por rondas. La duración de las rondas  depende del tipo de duelo, pero éstas pueden finalizarse por cantidad de golpes o tiempo transcurrido. Los duelos están divididos según el arma que se utiliza.
- Espada y escudo. En esta categoría, los luchadores compiten utilizando un escudo heráldico y una espada de una mano.
- Espada larga. En esta categoría, cada luchador tiene una espada de dos manos y no porta escudo.
- Espada y broquel. Los luchadores utilizan una espada de una mano y un broquel.
- Astas. En esta categoría, los luchadores usan armas de astas y no usan escudo.
- Triatlón. Se disputan tres rondas, en cada ronda sucesiva los luchadores cambian de armas: espada larga, espada y broquel, espada y escudo, respectivamente.
- Duelos usando armadura de placas. La diferencia con los anteriores es que la armadura es de placas, y las categorías son de espada larga, espada y daga, y batalla de leones: en esta última, gana quien destruya una figura de cerámica con forma, generalmente una cabeza de león, que se coloca sobre el yelmo del peleador.

#### Profight
Profight o lucha medieval profesional es un tipo de duelo en el que se categorizan los peleadores según su peso, y se realizan tres rondas de 3 minutos cada una. Se pueden realizar golpes que no están permitidos en otras categorías. Es más intenso que los duelos de torneo, y se han realizado competencias especiales televisadas.  

### Categorías grupales o bohurt
Estas categorías se diferencian de acuerdo a la cantidad de combatientes por equipo en la liza. Gana el mejor de tres rondas. Más allá de especificidades de acuerdo con la federación, se declara ganador al equipo que tiene al menos un luchador de pie en la liza o tiene más guerreros de pie cuando termina el tiempo de cada ronda.
- IMCF contempla las categorías: 3 vs 3, 5 vs 5, 10 vs 10, 16 vs 16 y 30 vs 30. [14]
- HMBIA contempla las categorías: 5 vs 5, 12 vs 12, 30 vs 30. [13]

En el último Battle of the Nations se incorporó una categoría de combate masivo de 150 vs 150 peleadores, donde los grupos se conforman con los luchadores de las distintas selecciones nacionales que participan del torneo.

## Formación y preparación de luchadores
Los entrenamientos de los luchadores varían de acuerdo al país y región. En Europa, especialmente en Rusia, los peleadores pueden entrenar los siete días de la semana, mientras que en Latinoamérica, de acuerdo al club pueden entrenar de uno a cuatro días por semana, y suman al entrenamiento con horas de gimnasio o crossfit. 
Los luchadores a menudo tienen experiencia en otros deportes de contacto, como las artes marciales, o en rugby, pero no existe un requisito salvo la mayoría de edad para la práctica del combate medieval.

## Regulaciones
Existen dos federaciones del deporte, Buhurt International y la IMCF (International Medieval Combat Federation), cada una cuenta con sus regulaciones en materia de armadura y combate, que coinciden en muchos aspectos pero tienen sus diferencias.